# (1144) Oda
(1144) Oda ist ein Asteroid des Hauptgürtels, der am 28. Januar 1930 von dem deutschen Astronomen Karl Wilhelm Reinmuth an der Landessternwarte Heidelberg-Königstuhl der Universität Heidelberg entdeckt wurde.
Die Herkunft des Namens ist unbekannt.